# Xuwulong
A Xuwulong a hadrosauroidea dinoszauruszok egyik neme, amely a kora kréta korban élt. Az északnyugat-kínai Kanszu (Gansu) tartomány Csiucsüan (Jiuquan) területén levő Jücsingce (Yujingzi)-medencében, a kora kréta korban (az apti–albai korszakban) élt bazális hadrosauriformesek közé tartozik. A holotípusa, a GSGM F00001 katalógusszámú lelet egy teljes koponyából, egy majdnem teljes axiális csontvázból és egy teljes bal csípőből álló összefüggő példány, amire a Hszinminpu (Xinminpu)-csoportban találtak rá. A Xuwulongot Ju Haj-lu (You Hailu), Li Ta-csing (Li Daqing) és Liu Vej-csang (Liu Weichang) nevezte el 2011-ben, a típusfaja a Xuwulong yueluni.

## Fordítás
Ez a szócikk részben vagy egészben a Xuwulong című angol Wikipédia-szócikk ezen változatának fordításán alapul.  Az eredeti cikk szerkesztőit annak laptörténete sorolja fel. Ez a jelzés csupán a megfogalmazás eredetét és a szerzői jogokat jelzi, nem szolgál a cikkben szereplő információk forrásmegjelöléseként.